# 長野せりな
長野 せりな（ながの せりな、1994年〈平成6年〉9月29日 - ）は、日本の女性声優、タレントであり、女性アイドルグループ・アイドリング!!!の元メンバー。千葉県鎌ケ谷市出身。

## 略歴

### チャイルドモデル / ジュニアアイドル期（1998年 - 2008年）
1998年、4歳で雑誌のチャイルドモデルとしてデビュー。
2005年8月、『ちゃおサマーフェスティバル2005 東京会場』で開催された「きらりん☆ガールコンテスト」でグランプリを獲得。
2007年、芸能事務所ボックスコーポレーションに所属し、同年4月から翌年3月まで1年間、前田希美、小島藤子と共に、おはガールとして『おはスタ』にレギュラー出演。ジュニアアイドルとして、グラビアにも多数出演する。同年12月、1st写真集『Serina』を刊行。

### アイドリング!!!時代（2008年 - 2015年）
2008年
4月、女性アイドルグループ・アイドリング!!!に13号として加入。
9月、1stDVD『がんばりマッシュルーム』をリリース。2nd写真集『はっぴース！』を刊行。
12月、短編映画『うたかた』で初主演。2ndDVD『ピュア・スマイル』をリリース。3rd写真集『素顔』を刊行。
2009年
3月、3rdDVD『ぷにぷにっき』をリリース。
6月、4thDVD『プニっちゃいます！』をリリース。
11月、5thDVD『せりなベイベー』をリリース。
2010年
4月、『桃色書店へようこそ』で舞台デビュー。
7月、6thDVD『せりな図鑑』をリリース。
10月、7thDVD『せりな〜で』をリリース。
2011年
9月、舞台『ゴジラ』に出演。
11月、冠番組『長野せりな プレミアム放送』を開始。
2012年
2月、バラエティ番組『コスコスプレプレ』に出演。以降、同番組のレギュラー特番でアシスタントMCを務める。
12月、初代カプリコクイーンに輝く。
2013年
4月、大学に進学。
6月、舞台『レプリカ』に出演。
12月、2年連続で、カプリコクイーンに選出され、翌年度 当CMに出演。
2014年
4月、石田佳蓮と共に冠番組『せりな&かれんの にゃんだし』と、『長野せりな&石田佳蓮 プレミアム放送』を開始。
9月、4年ぶりに8枚目のイメージDVD『ハタチ』をリリース。29日の20歳の誕生日に、発売記念も兼ねたバースデーイベントを開催。
12月、翌年3月に開催する卒業公演をもっての、アイドリング!!!の卒業を表明。
2015年 アイドリング!!!卒業
2月、浜名湖競艇第5Rにて有志のファン協賛により、冠レース「ぷにぷに長野せりなアイドリング卒業記念」が行われる。
3月、渋谷公会堂で開催したライブ公演『ぷにぷに・またね・だいすき』を最後に、アイドリング!!!を卒業。残務を残し事務所は仮退所。
4月、豊洲PITで開催したライブフェス『アイドリング!!!FES 2015』にサプライズで登場。約6年半ぶり4冊目の写真集『TOKYO INCIDENT Vol.1』を刊行。
6月、9thDVD『最後の夏』をリリース。当発売記念イベントを最後にアイドルを卒業。
8月、バラエティ番組『コスコスプレプレ』主催イベント「ONE PIECEコスプレデー」に友情出演。それをもって活動休止。

### 声優活動（2016年 - 2020年）
2016年4月、声優事務所アクセルワン傘下の養成所アクセルゼロに入所。
2017年1月、アクセルワン代表でもある声優・森川智之のTV出演に随行し、久々に公の場に登場。3月、大学を卒業。4月、養成所の課程を修了し、アクセルワンにジュニアタレント・クラスで準所属。休業から約1年9か月ぶり、アイドリング!!!の卒業からは2年ぶりに活動再開。
2018年
3月、テレビアニメ『ポプテピピック』で声優デビュー。バラエティ番組『コスコスプレプレ』の10周年特番にて客演し、2年半ぶりにメディア出演。
9月、芸能生活20周年記念イベントを開催。アイドリング!!!の元同僚の伊藤祐奈（&IDOL代表）がプロデュースで協力し、尾島知佳が客演した。
11月、アクセルワンの同僚の七瀬彩夏と、アクセルワン主催のイベントを開催。
12月、友人の愛迫みゆ（当時「愛乙女☆DOLL」メンバー）のバースデーライブに友情出演し、客演ながら約3年半ぶりにアイドルステージに立つ。

### タレント活動再開以降（2020年 - ）
2020年5月末をもってアクセルワンを退所。SNSを再開し、以後しばらくはフリーで活動。8月、ショップオーナーとしてオンラインのアクセサリーセレクトショップ「Fialy」（）をオープン。9月、古巣の『おはスタ』に11年ぶりの客演。10月、7年ぶりの舞台公演に出演。同月末、古巣アイドリング!!!の同窓会番組『バカリズム特番』に参加。
2021年3月から2022年2月までの1年間、芸能事務所松竹芸能に所属。同年4月に声優事務所オフィスアネモネに移籍した。
2023年4月、同年3月末をもってオフィスアネモネを退所したことを自身のTwitterで報告。同年は芸能生活25周年を迎え、5月にその記念イベントを開催しアイドリング!!!の元同僚達（遠藤舞、河村唯、酒井瞳、朝日奈央、三宅ひとみ、橘ゆりか、倉田瑠夏）が集まり祝った。同年9月、FC東京のイベント「東京ドロンパ BIRTHDAY PARTY」に、1日限りで再結成されたアイド“ロ”ング!!!として出演。同年11月、自身のSNSにて一般人男性との結婚を報告。
2024年10月、30歳の誕生日を祝したイベントを伊藤祐奈（TKMK）の企画（MCとしても出演）で開催、ゲストに尾島知佳も出演した。
2025年8月、『TOKYO IDOL FESTIVAL 2025』にてTIF15周年および全員卒業から10年の節目を記念してアイドリング!!!が1日限りの復活をし参加した。また、同イベントの企画「アイドルクイズ王決定戦」に出場し、優勝を果たした。

## 人物
チャイルドモデル時代はファイブ☆エイトやストレイドッグプロモーションに所属し、「長野瀬里菜」の芸名で活動。ボックスコーポレーションへ移籍した際に、現行の平仮名に変更。
特技は、水泳・トロンボーン・振りコピ・関節慣らし。趣味は、音楽鑑賞・アニメ関連・お菓子作り・ネイルアート。
普通自動車免許所持。兄がいる。フクロモモンガを飼っていた（2020年まで）。名は「ちょびすけ」。
自己流のパフォーマンスに「ぷにぷに〜」がある。所属していたアイドリング!!!関連の場などで、決まり文句として用いていた（詳細は後述）。また、自身のブログでは「ばいにー☆」という台詞で締める特徴がある。
- 習い事

幼い頃は喘息で、その克服を兼ねて水泳を7年間習っていたほか、母の影響で茶道も習っていた。
小学校では吹奏楽部に在籍し、トロンボーンを担当していた。アイドリング!!!の11thライブ（森本さやか歌唱「NO. NEW YORK」）、12thライブ（「ラブマジック♡フィーバー」）ではベースを披露している。
両親が栄養士の資格を持っており、中学校では家庭科部で部長を務めた。得意料理はオムライス、ハンバーグ。また、パン教室に通った経験があり、ミルクパンやメロンパン、クロワッサンなどを作ることができる。

### エピソード
テレビゲーム『太鼓の達人』が得意であり、目隠しのハンデをつけても、後輩の伊藤祐奈に圧勝した。
2012年12月9日、「ジャイアントカプリコ×アイドリング!!! スペシャルライブ」内で行われた「カプリコクイーン決定戦!!!」で初代カプリコクイーンに選ばれ、ジャイアントカプリコ一生分を獲得した。2013年12月15日に行われた「カプリコクイーン決定戦!!!2013」でも、Dorothy Little Happy、東京女子流、アップアップガールズ（仮）、そして公募から勝ち上がったアイドルグループ「だいやぁ☆もんど」から選ばれた代表メンバーを破り、カプリコクイーンを防衛した。

### サブカルチャー
アニメや漫画、特撮作品が好きで、レギュラー出演していた『アイドリング!!!』内でも頻繁に語られた（2009年時点で、1週間のTVアニメ録画本数は15本、漫画蔵書数は100冊以上。但し自らが購入したもののみで、ファンからのプレゼントを加えると200冊を超えるという。2010年には500冊以上になり、天井まである本棚があっという間に埋まったという）。また、自身の兄についても「オタク」と称している。
- 特撮

森田涼花が『侍戦隊シンケンジャー』に出演していた頃、『アイドリング!!!日記』で、「特撮ファンの長野」が「特撮に出演中の森田」に今後の展開を（挙動不審、かつ半ば強引に）聞き出そうとするという、コントめいた「すぅちゃんから何か聞き出したいせりなちゃんの巻」というコーナーがあった。後に谷澤恵里香が『古代少女ドグちゃん』に主演した際には、同様のコーナー「ドグちゃんから何か聞き出したいせりなちゃんの巻」も行われている。『アイドリング!!!』内で定番ネタとなっていた滝口ミラと森田涼花の喧嘩コントに、特撮ファンとして森田を支持する展開で参加したこともある。
子役時代に主人公の妹が勤務する保育園の園児役で『仮面ライダークウガ』に出演していた。
- 声優

将来的な目標の一つに声優を挙げ、専門学校に通いたいという。憧れの声優は水樹奈々・田村ゆかり。また平野綾も好きで『平野綾だけTV』を視聴しており、その平野綾がヒロイン「ルーシィ・ハートフィリア」役を演じる『FAIRY TAIL』のオープニングテーマにアイドリング!!!の曲「S.O.W. センスオブワンダー」が選ばれたこと、その曲の衣装がルーシィのものをモチーフに制作されていることを非常に喜んだ。
アイドリング!!!卒業後、目標の夢が叶って声優の道に進み、2017年春から活動を再開した。
- アニメ

アニメに関して、同好の士である橘ゆりかの加入後は、2人で騒ぐという場面も増えた。番組企画「ヱヴァンゲリヲンスナック おまけ全部そろうかな?」においては、解説という立ち位置のAD植松を差し置いて、知識を披露することもあった。また、その放送のオープニングでは、橘と共に涼宮ハルヒシリーズのラジオのオープニング曲である「最強パレパレード」の振り付けを披露した。
アイドリング!!!担当ディレクターだった森洋介に、一年半前に貸したまま未返却だった『魔法少女まどか☆マギカ』のDVD5枚を、森が紛失していた事実に驚愕し怒り泣きした。これまで見せたことのない冷めた表情になり、アニメに関しては悪ふざけを許さない態度を示していた。
- コスプレ番組

サブカルチャー作品のコスプレをフィーチャーしたバラエティ番組『コスコスプレプレ』で、番組が特番放送に移行した初期の頃に、アシスタントでレギュラー出演していた。番組内では様々なコスプレに扮し、業界現場を紹介して盛り上げに貢献している。アイドリング!!!卒業の際には、当番組のブログで送別特集が組まれた。その後の同年夏には番組主催イベント『2015 ONE PIECEスペシャル』に友情出演し、2018年には番組10周年の特番にも客演した。

### おはスタ関連
小学2年生の時から、「おはガール」に憧れており、小学6年生時には一度芸能界を引退していたが、おはガールのオーディションを受けるために当時の事務所「ボックスコーポレーション」に履歴書を送り、オーディション合格とともに正式契約となった。
『おはスタ』で共演していた山里亮太やアンガールズと『アイドリング!!!』の番組で共演した際は、あまり親しげに振る舞わなかったが、本人は「当時から時間が経っているため、何か気まずい感じがある」と語った。なお、山里自身はアイドリング!!!の中の推しメンとして長野の名を挙げている。
2009年12月23日、「ぷよぷよアイドリング!!!」としてメンバーと共に『おはスタ』にゲスト出演し、山寺宏一や鉄拳と久しぶりに共演。11年後の2020年9月にも客演した。

### アイドリング!!!関連
- 2期生

アイドリング!!!ナンバーは13号、イメージフラワーは「コスモス」。歴代メンバーの内、森田涼花・河村唯・酒井瞳・朝日奈央・菊地亜美・三宅ひとみ、ミシェル未来・小林麻衣愛と同期だった。加入当時は13歳であり、当時のメンバー18人中最年少であった。朝日とは同学年であるが、誕生日の遅い長野のみが最年少とキャラ付けされることが多かった。
4歳から芸能活動を始めたため、芸歴はアイドリング!!!メンバーで最長である。番組では10周年、15周年といった節目の年には、長野がフィーチャーされた企画が、レギュラー番組『アイドリング!!!』で放送された。
- 愛称 / キャラクター

メンバーやファンからは、名前通りに「せりな（さん）」と呼ばれることが多く、アイドリング!!!公式HPでも愛称として紹介されていた。名をもじった愛称としては「せりにゃん」があり、橋本楓・伊藤祐奈・玉川来夢など一部の後輩メンバーが使用する他、一時期の『アイドリング!!!』地上波放送では、こちらが愛称として紹介されていた。また、その長い芸歴から「姐（ねえ）さん」と呼ばれる事もある。
加入当初は、これまでの芸歴で得た経験を発揮しようとして、周囲から引かれる程自己表現が激しかったが、大人に成るにつれ次第にそのような面は無くなっていった。最年少のキャラ付けも新加入してきた後輩に移り、特徴が無くなった意味も含め「ザコキャラ」と自虐するようになった。メンバーからは後輩も含め、弄られ役のような位置づけに落ち着いた。
- ぶりぶりキャラ

メンバーや番組MCバカリズムから「サバサバしている」「意外とドライ」と言われる等、実像はあっさりした性格だが、「アイドル」を意識している際には、過度なまでにアイドル要素を前面に押し出していた。メンバーやファンからは、普段との落差も含めてしばしばネタにされ、「ビジネスぶりっ子」と称されたこともある。番組では、ぶりっ子にいら立つバカリズムから、ド突きや罵声を食らう掛け合いが定番となっていた。
- 容姿 / 体力

容姿については自ら「童顔」と語っており、「黒髪だと本気で中学生（にしか見えない）」と感想を漏らしたこともある。アイドリング!!!とアイドリングNEOとのCD対決の際には、既に19歳になっていたが、「ロリコンのファンは、年少メンバーの多いNEOのほうに流れる」という話題の中で、「見た目だけならいける」と倉田瑠夏から名指しされた。
アニメ好きや、家庭科部など非体育会系のイメージではあるが、2009年に『アイドリング!!!』のDVDで体力測定を行った際、20mシャトルラン62回（1,240m）の好記録で、参加メンバー中1位であった。また、アイドリング!!!が「ザ・コーポレートゲームズ東京2014 リレーマラソン」に出場した際には、風邪のため欠場となった橘ゆりかの区間も急遽担当した。横山ルリカからは、「一見ゆるキャラだけど実は根性がある」と評されている。
- メンバーとの関係

歴代メンバーのうち、遠藤舞・外岡えりか・伊藤祐奈・石田佳蓮・佐藤麗奈とは同じ事務所に所属していた。
同期で学年も同じ朝日奈央とは、朝日が「加入してからずっと一緒にいる」、長野も「朝日のような子に出会えたことは財産」と語るなど、加入当初から非常に仲が良い。一方でライブのMC等では、毒づいたり貶すことが多い為、他メンバーからは「アンチ朝日」とネタにされる。
先輩メンバーの中では、外岡えりかを非常に慕っており、一期生の殆どに対し敬語を使う中で、唯一タメ口で会話している。プライベートで遊ぶことも多い。後輩メンバーでは、大川藍・尾島知佳・高橋胡桃らと親密で、特に年齢も下の高橋のことは、妹のように可愛がっていた。一方で大川とは、後輩であるが自分より年齢が上という歪な関係から、「互いに上から目線」というライバル意識を指摘されている。
尾島とは、同い年で千葉県在住という共通点があったが、長い間お互い興味がなく、「電車で見かけても、互いに気付かないふりをするような関係だった」と述べている。しかし、2013年の春頃から急激に距離が縮まり、長野は尾島について「唯一無二の存在」と称している。また以前は、互いを紹介する際は「おじ」「せりなちゃん」と呼称していたが、2013年冬頃から「知佳」「せりな」と名前で呼び合っている。
他に酒井瞳や橘ゆりかとは、ビデオゲームやアニメといった、サブカルチャーの嗜好で繋がりがある。
- 二十歳（ハタチ）

2014年9月に20歳の誕生日を迎えた時点で、2期生全員が20歳以上になり、メンバーからは特別の想いで祝福されている。同郷の尾島知佳は、御祝いをしに20歳になる日付深夜0:00、直に長野の自宅を訪れている。尾島はその日「ザ・コーポレートゲームズ東京2014リレーマラソン」に出場し、疲労困ぱいした体での訪問だった事もあり、長野は感激して涙した。また昨年、カレンダー発売記念イベントの場で「10代最後の写真集を出したい」と発言しており、それは20歳の誕生日直前にイメージDVDがリリースされた事で、一応の目標は達成した。そのDVD発売記念イベントの際では「20歳になり、グループでは中堅となったので、今後は後輩達に何かしらしていきたい」と大人への自覚を語っている。

#### 「ぷにぷに」について
「ぷにぷに〜」というパフォーマンスを、レギュラー番組『アイドリング!!!』（第374放送回から）で使用し始めた。披露する機会が減った時期もあったが、その後はライブの自己紹介で必ず行うようになり、自己の象徴として定着していった。アイドル廃業にあたり、自身の卒業公演で開催名の副題にも採用され、その公演を最後に一旦封印中である。
- 背景

誕生のきっかけは、菊地亜美が長野を形容する際に使った動きと擬音を、小泉瑠美（現・長谷川瑠美）が組み合わせて物真似したことである為、しばしば「『ぷにぷに』の生みの親は小泉瑠美」という紹介がなされ、本人も「瑠美姉さんから貰ったもの」と認めている。自身が20歳を迎えた後、たまたま小泉と会った際に「20歳になったから新しい『ぷにぷに』を考えてあげる」と言われたという。
披露する際の動きは、手で影絵の「狐」の形を作り、曲げた3本の指を動かしながら「ぷにぷに〜」と語尾を伸ばしコールするというもの。特にライブの際には、観客に「せーの!」とタイミングを図る声かけをしたうえで、共に行うのが慣例となっていた。

#### アイドリング!!!卒業
2014年12月28日、ニューシングル『ユキウサギ』のリリースイベントを開催したダイバーシティ東京プラザにおいて、翌年3月のライブ公演をもってのグループ卒業を表明した。かねてからの目標であった声優への道を、本格的に目指ざす事を正式に明かし「声優の世界が甘くはないのも承知の上で、卒業に後悔はない」と述べている。
卒業は大学に入学した頃から意識するようになり、二十歳になったらと決めていた。内部で正式に決定したのは2014年8月のことで、それまでに元リーダーで事務所も同じ遠藤舞に何度か相談していた。決定後、遠藤には改めて報告した他、丁度この時期に卒業を「発表」した菊地亜美にも、「次は私だから」と既に伝えていた。
現役メンバーの殆どは、12月の卒業表明時に初めて知ることになったが、朝日奈央・尾島知佳・高橋胡桃など、一部の親しいメンバーには事前に打ち明けていた。以前からアニメ関連の目標については時折公言しており、次へのステップが明確であるため、嗜好を知るメンバー達は、前向きな発言をしている。
- 卒業ライブ後

2015年3月28日に開催したライブ公演をもって、グループを卒業した。当初は2年ぐらいだろうと思っていた活動が、7年間も続いた感慨を述べている。実際は人前に立ち、プレッシャーに晒される事が厳しかったこれまでの想いを語り、当初は活動していく自信が無く、何度か辞めたいと考えていたが「思い止どまったのはメンバーがいたから」だと明かしている。また、「メンバーが大好きで離れるのが一番辛い。メンバーしか友達がいない」と、本音も晒している。
卒業公演に至るまでの間、後輩・伊藤祐奈の急遽な卒業表明や、グループの解散騒動が起こっており、自身の卒業行事の影が薄くなったのは否めなかった。しかし本人は恨み節を吐く事もなく「これも、ザコ（雑魚）のクオリティだから」と、伊藤やファンを気遣っている。また、ザコキャラの後継者には、橘ゆりかや関谷真由の名を挙げ、立場が弱かったと自称する自身を比喩にして、両名に暗なエールを送っている。
今後は、当初の宣言通り声優を目指していくが「アイドルじゃなくなった自分から、きっと人は離れていく。そんな事はないと言ってくれても、実際は多分そうなの。自分の本当の人間性が試されるのは、ここから」だと、ブログで想いを綴っている。
卒業直後の4月5日に行われた『アイドリング!!!FES 2015』では、所用で現場を訪れていたところ、同期から強引に誘われる形で急遽ステージに登場した。

## 作品

### 映像
イメージビデオ
- がんばりマッシュルーム（2008年9月26日、海王社）
- ピュア・スマイル（2008年12月19日、竹書房）
- ぷにぷにっき（2009年3月25日、彩文館出版）
- プニっちゃいます！（2009年6月24日、イーネット・フロンティア）
- せりなベイベー（2009年11月27日、海王社）
- せりな図鑑（2010年7月23日、ジョリー・ロジャー）
- せりな〜で（2010年10月20日、ラインコミュニケーションズ）
- ハタチ（2014年9月25日、イーネット・フロンティア）
- 最後の夏（2015年6月25日、ワニブックス）

ライブビデオ
- アイドリング!!!13号長野せりな卒業ライブ ぷにぷに・またね・だいすき（2015年7月1日、ポニーキャニオン）[79]

その他
- Chu→Boh学園2009〜春（2008年12月19日、日本メディアサプライ）
サイン入りパンフレット付き（2009年3月5日）
- 純情女子中学生宣言! Chu→Boh学園2010 春（2010年2月19日、日本メディアサプライ）
サイン入りパンフレット付き（2010年3月17日）

### 写真集
- Serina (2007年12月14日、アスコム) - ISBN 978-4776204916
- はっぴース！ (2008年9月26日、海王社) - ISBN 978-4877241001
- 素顔 (2008年12月22日、彩文館出版) - ISBN 978-4775603574
- TOKYO INCIDENT Vol.1 (2015年4月27日、ワニブックス)

その他
- ぜんぶ長野せりなのSeri→Boh (2009年12月18日、海王社) - ISBN 978-4796460033

## 出演

### テレビアニメ
2018年
- ポプテピピック（少女B）

### ゲーム
- サファイア・リム（フィン）
- サファイア・スフィア〜蒼き境界〜（花繁れる樹妖 アウネルラ）
- ガールズコントラクト（フィン）
- ウマ娘 プリティーダービー（ウマ娘C 女性B）

### 洋画吹き替え

#### ドラマ
- リーサル・ウェポン Season3
- キャッスルロック
- ファスト・レイン（ゾラ）
- THE FLASH/フラッシュ Season5
- Titans/タイタンズ Season2
- レジェンド・オブ・トゥモロー Season4
- ザ・ラストシップ
- 運命の7秒
- ドゥーム・パトロール（ケイ）

#### 映画
- ニューヨーク、愛を探して
- アウトロー・キング スコットランドの英雄 ※Netflix版

#### アニメ
Netflix
- ボス・ベイビー: ビジネスは赤ちゃんにおまかせ!（ペグ）
  - Season1
  - Season2
  - Season3
  - Season4
- チップとポテト（バリーベア）

Amazonプライム・ビデオ
- もしもネズミにクッキーをあげると

### ナレーション・その他
- ドラマチック謎解きゲーム28『まほろば』（2021年）
- 探偵テンボスと謎じかけの王国（2021年、ミランダ）
- ドラマチック謎解きゲーム28 まほろば謎 リメイク『DREAM THEATER ドリームシアター』（2022年）
- ドラマチック謎解きゲーム28 リメイク²『mahoroba MILLENNIUM Chaos』（2023年）
- ドラマチック謎解きゲーム43『狂ったお茶会からの脱出』（2024年、白うさぎ）

映像
- ドラマチック謎解きゲーム45『シークレット オブ シルエット』（2024年）

### バラエティ
レギュラー・冠番組・特別出演
- おはスタ（テレビ東京）
  - きらりん☆ガールコンテストVTR （2005年8月29日）
  - おはガール（2007年4月 - 2008年3月・2009年・2020年9月17日[注 6]）
  - おはコロシアム（2007年5月5日・26日）
- アイドリング!!!（2008年4月 - 2015年3月、フジテレビワンツーネクスト）
  - アイドリング!!!13号長野せりな卒業ライブ『ぷにぷに・またね・だいすき』総集編（2015年6月24日・26日、フジテレビONE）
- アイドリング!!!日記 → アイドリング!!!（2008年4月 - 2015年3月、フジテレビ・フジテレビONE）
- BOX TV #1・#12 - #14（2010年9月・2013年3月 - 5月、アイドル専門チャンネルPigoo）
- コスコスプレプレ（フジテレビONE） - アシスタント
  - コスコスング!!!プレプレング!!!（2012年2月25日、BSフジ）
  - 2012 ～京都・大阪 夏の陣（2012年8月10日）
  - TIGER＆BUNNYスペシャル（2012年9月22日）
  - ザ・ワールドinタイランド（2012年12月7日）
  - 2013 ONE PIECEスペシャル（2013年9月22日）
  - 2015 ONE PIECEスペシャル（2015年9月2日）
  - 10周年 大同窓会スペシャル（2018年3月31日）
- 堀テレビONE内テレビTWO健テレビNEXT（2014年2月22日、フジテレビONE）
- バカリズム特番（2020年6月2日（1日深夜）・10月30日、フジテレビONE）

### ウェブ番組
- 長野せりな プレミアム放送（2011年11月 - 2015年3月、AmebaStudio）
- 上々少女's #12 - #14（2012年4月11日 - 25日、テレ朝動画）
- でんぱの神神 #30 - #32・#38 - #42・#75 - #77（2013年1月4日 - 18日・3月1日 - 29日・11月15日 - 12月7日、テレ朝動画）※#75 - #77はBS朝日及びCSのテレ朝チャンネルでも放送、放送回は#32-#34として放送
- 古坂大魔王のカツアゲ!（2013年10月8日 他、Ameba Studio）
- インスタントジョンソンのかわいこちゃ〜んNEO!（2013年11月30日、AmebaStudio）
- 吉田尚記 XYZ（2013年12月17日、ニコニコ生放送）
- せりな&かれんの にゃんだし[注 1]（2014年4月 - 2015年3月、AmebaStudio）
- 長野せりな&石田佳蓮 プレミアム放送（2014年4月 - 2015年3月、AmebaStudio）

### テレビドラマ
- 仮面ライダークウガ（2000年、テレビ朝日） - 園児 役
- セレブと貧乏太郎（2008年11月25日、フジテレビ）

### 映画
- うたかた 〜忘れな草〜（2008年12月13日公開、フニュウ） - 主演・愛梨 役
- TURNING POINT（2022年4月9日公開、エンタメイティブ） - 朝焼けシンデレラ・菊池美樹 役

### 舞台
- 蜷川幸雄演出『オイディプス王』（2002年6月7日 - 30日、シアターコクーン / 7月19日 - 24日、梅田芸術劇場 シアター・ドラマシティ） - オイディプスの娘 役
- I FACTORY『桃色書店へようこそ』（2010年4月11日、シアターグリーン BIG TREE THEATER）
- “STRAYDOG”『ゴジラ』（2011年9月30日 - 10月2日、新宿シアターモリエール）
- アポロ5『レプリカ』（2013年6月20日、シアターサンモール） - 日替わりゲスト
- 五反田タイガー 8th Stage『Refrain～でも、バイバイ！～』（2020年9月30日 - 10月4日、草月ホール）
- 爆走おとな小学生 第十四回全校集会『初等教育ロイヤル』赤組（2021年7月23日 - 25日、京都劇場） - 2年生・山本さん 役

### ラジオ
- 新実菜々子のガールズリンク（2008年5月31日、下北FM） - 公開生放送
- 星ひとみのミュージック・オーラ（2010年2月22日 - 28日、USEN☆BEST HITS STATION　C/G-38ch）
- アイドリング!!!遠藤舞と外岡えりかと長野せりなのオールナイトニッポンモバイル（2010年2月24日・3月3日・10日、ニッポン放送・レコチョク）

### CM
- セガトイズ「くるりんアイスクリン」（2008年）
- 江崎グリコ カプリコ「バレンタインデー大告白」ムービー（2014年）※15種類あり、2014年2月14日グリコビジョン渋谷で限定放映

### ミュージックビデオ
- ZONE「H・A・N・A・B・I 〜君がいた夏〜（2003年）

### イメージビデオ
- 佐藤麗奈『初恋』（2015年7月25日発売、ワニブックス） - 友情出演

### ライブ・イベント
イベント
2020年
- 長野せりな遅めのバースデーイベント2020（2020年11月7日、東京ベルエポック美容専門学校 葛西校第二校舎）

2023年
- 長野せりな芸能生活25周年イベント!!!（2023年5月7日、ロフトプラスワン）
- 東京ドロンパ BIRTHDAY PARTY supported by めちゃコミック（2023年9月23日、味の素スタジアム周辺） - アイド“ロ”ング!!!名義[20]

2024年
- 「真剣劇場！ガチトーーク」交流戦直前SP（2024年5月18日、シダックスカルチャーホール） - 千葉ロッテマリーンズパネリスト
- 長野せりなバースデーイベント（2024年10月6日、359_ACE.LOUNGE.四谷1st）

2025年
- TOKYO IDOL LAB
  - #75（2025年3月4日、笑や） - ゲスト
  - #76 - （2025年4月1日 - 、笑や） - MC、月1回開催
- ぷにかるイベント（2025年9月14日〈予定〉、東京都内某所）

ライブ
- アイドリング!!!13号長野せりな卒業ライブ『ぷにぷに・またね・だいすき』（2015年3月28日、渋谷公会堂）

## 書籍

### 雑誌
- ヤングガンガン（2011年10月No.20、スクウェア・エニックス） - 表紙
- アニカン（2013年3月号 - 2015年3月号、エムジーツー） - 連載

ムック
- Chu→Boh vol.35（2010年1月6日、海王社） - 表紙
- Chu→Boh vol.36（2010年3月3日、海王社） - 表紙

### カレンダー
- 長野せりな 2010年カレンダー（2009年9月19日、トライエックス）
- 長野せりな 2011年カレンダー（2010年10月27日、トライエックス）
- 長野せりな 2013年カレンダー（2012年10月17日、トライエックス）
- 長野せりな 2014年カレンダー（2013年10月16日、トライエックス）
- 長野せりな 2015年カレンダー（2014年10月4日、トライエックス）

### トレーディングカード
- せりなの大冒険（2010年3月27日、さくら堂）